# Eupristina emeryi
Eupristina emeryi är en stekelart som beskrevs av Grandi 1916. Eupristina emeryi ingår i släktet Eupristina och familjen fikonsteklar. Inga underarter finns listade i Catalogue of Life.